# Джон Пирпонт Морган
Джон Пирпонт Морган (на английски: John Pierpont Morgan, 17 април 1837 г. – 31 март 1913 г.), известен като Джей Пи Морган (на английски: J. P. Morgan), е американски предприемач, банкер и колекционер на произведения на изкуството.

## Ранни години
Роден е на 17 април 1837 в семейството на Джуниъс Спенсър Морган, основателя на лондонската банка J.S. Morgan & Co., предшественик на най-голямата финансова институция в Америка – JPMorgan Chase. Завършва средното си образование в Бостън в математическа гимназия, подготвяща младежи за кариера в търговията. След това баща му го изпраща в Европа, в частно швейцарско училище, за да усъвършенства френския си език. Завършва образованието си в престижния Гьотингенски университет, където усвоява немски език и получава диплома по история на изкуството.

## Кариера
Започва работа през 1857 в Лондон в банката на баща си. През следващата година се мести в Ню Йорк. През 1871, съвместно с финансиста от Филаделфия Антъни Дрексъл, основават фирмата Drexel, Morgan & Company в Ню Йорк. По-възрастният и опитен партньор става ментор на младия Морган по молба на баща му Джуниъс.
След смъртта на Дрексъл през 1893 фирмата е преименувана на J. P. Morgan & Company. Към 1900 фирмата е една от най-големите финансови институции в света. Освен с банкови операции тя се занимава и със строителство на железопътни линии, създава една от най-големите стоманодобивни компании в света – U.S. Steel, гиганта в електротехниката General Electric, финансира трансатлантически превози. Скоро Морган си спечелва репутацията на човек, който купува компании в затруднения и след реорганизация ги превръща в печеливши бизнес структури.

### Железопътни линии
Пътят на Морган към върха е тясно свързан с бизнеса с железопътни линии, който по онова време е най-големият в Америка. Той взима контрола над железницата на Джей Гулд и Джим Фиск през 1869, оглавява синдиката, който премахва привилегиите, свързани с държавното финансиране на Джей Кук и скоро взима пряко участие в разработването и финансирането на железопътна империя. Постига го чрез реорганизация и обединение във всички части на Америка. Набира големи суми в Европа, но вместо просто да осигури средствата, помага в преструктурирането с цел постигане на по-голяма ефективност. Бори се срещу спекулантите, целящи постигане на спекулативни печалби и създава визия за интегрирана транспортна система. През 1885, реорганизира линията Западен бряг-Бъфало в Ню Йорк и я отдава бод наем на Нюйоркската централна железница. През 1886, реорганизира линията Филаделфия-Рединг, а през 1887, линията Чесапийк-Охайо. След като конгресът гласува Междущатския търговски акт от 1887, Морган организира конференции през 1889 и 1890, които събират президенти на железопътни компании с цел да помогнат на индустрията да следва новите закони и да състави споразумения за поддържането на „обществени, разумни, еднакви и стабилни цени“. Конференциите са първите от този вид и чрез създаването на общ интерес, сред съперничещите си железници, проправят пътя за големите консолидации на XX век.

## Други
В киноизкуството днес образът на Джей Пи Морган се свързва най-вече с кораба „Титаник“, на който той е бил съсобственик. Крис Нот изиграва Джей Пи Морган в сериала „Титаник: Кръв и стомана“ (2012).